# دوك وينر
دوك وينر (بالإنجليزية: Doc Winner)‏ هو فنان قصص مصورة أمريكي، ولد في 18 ديسمبر 1885 في بنسيلفانيا في الولايات المتحدة، وتوفي في 12 أغسطس 1956 في نيوجيرسي في الولايات المتحدة بسبب سرطان.